# دورود (أشنوية)
دورود هي قرية في مقاطعة أشنوية، إيران. يقدر عدد سكانها بـ 496 نسمة بحسب إحصاء 2016.